# Naumenka, Cerneahiv
Naumenka (în ucraineană Науменка) este un sat în comuna Horbuliv din raionul Cerneahiv, regiunea Jîtomîr, Ucraina.

## Demografie
Componența lingvistică a localității Naumenka
     Ucraineană (100%)
Conform recensământului din 2001, toată populația localității Naumenka era vorbitoare de ucraineană (100%).